# Det indiske køkken
Det indiske køkken kan deles op i tre kategorier med hver sin kogekunst:
| Nordindisk - Rajasthan/Gujarat - Punjab - Kashmir - Benaras - Mughlai/Durbar | Sydindisk - Kerala - Andhra - Kannad]/Mysore - Tamil - Maharashtrian | Østindisk - Bengali - Assamese |

Hvede er grundingrediensen af nordindisk mad, hvorimod ris bruges i sydindisk og østindisk mad.

## Hovedingredienser og krydderier
Hovedingredienserne i indisk madlavning er ris, atta (en type groft mel) og mindst 60 forskellige bælgfrugter (mest bønner og linser), hvoraf de vigtigste er chana, toor, urad og mung. Disse bliver brugt næsten eksklusivt til dhal, på nær chana, som bliver brugt i karry-retter, kogt hele til morgenmad og lavet til en form for mel, der kaldes besan.
De vigtigste krydderier i indisk madlavning er chilipeber, sorte sennepskorn, spidskommen, gurkemeje, bukkehorn, ingefær, koriander og asafoetida. I søde retter bliver kardemomme, kanel, muskatnød og rose-essens brugt.

## Indisk mad i udlandet
Især Storbritannien har en stor tradition for at lave indisk mad, på grund af den engelske kolonitid i Indien. Dengang England stadig var kolonimagt, fandtes der nogle få indiske restauranter i London, for at servere mad til de officerer, der var tilbagevendt fra Indien.
I 1900-tallet kom det andet afsnit i udviklingen af engelsk-indisk madlavning, da familier fra blandt andet Bangladesh flyttede til England for at finde arbejde. Nogle af de første restauranter blev åbnet hen ad Londons Brick Lane, som stadig er kendt for dens indiske mad.
I 60'erne blev en stor del uautentiske "indiske" restauranter åbnet, og mange meget populære retter blev opfundet, som f.eks. chicken tikka masala. Denne tendens er nu gået den anden vej, og de fleste restauranter serverer i dag mad fra mange forskellige dele af Indien, Bangladesh og Pakistan.
Der er mange der mener at indisk mad er så integreret en del af engelsk mad, at det nærmest kan betragtes som en del af deres madkultur.
- Wikimedia Commons har flere filer relateret til Det indiske køkken

| Mad og drikke | Spire Denne artikel om mad og drikke er en spire som bør udbygges. Du er velkommen til at hjælpe Wikipedia ved at udvide den. |